# Fliegerführer Graz
Fliegerführer Graz war die Bezeichnung einer Dienststellung bzw. einer Kommandobehörde auf Brigadeebene der deutschen Luftwaffe im Zweiten Weltkrieg. Sie wurde nach der Stadt Graz in der Steiermark benannt.

## Geschichte
Ihre Etatisierung erfolgte am 30. März 1941 für den bevorstehenden Balkanfeldzug unter der Luftflotte 4 auf dem Fliegerhorst Graz-Thalerhof. Der Fliegerführer war gleichzeitig Geschwaderkommodore des Sturzkampfgeschwaders 3 und Fliegerhorstkommandant.
Zusammen mit den fliegenden Verbänden des Fliegerführers Arad und des VIII. Fliegerkorps führten sie am 6. und 7. April mehrere Luftangriffe auf Belgrad durch, obwohl die jugoslawische Regierung Belgrad zur offenen Stadt erklärt hatte. Der vom Oberbefehlshaber der Luftflotte 4, General der Flieger Alexander Löhr entwickelte Plan zur Bombardierung der Stadt sah für die Verbände des Fliegerführers vor, durch Spreng- und Brandbomben Großbrände zu verursachen, um der nächtlichen zweiten Angriffswelle die „Zielauffindung zu erleichtern“. Dabei kamen tausende Zivilisten ums Leben, nach jugoslawischen Nachkriegsangaben, mindestens 2271. Der verantwortliche Oberbefehlshaber der Luftflotte 4 wurde für dieses Kriegsverbrechen, am 16. Februar 1947 vor dem Militärgerichtshof der Föderativen Volksrepublik Jugoslawien, zum Tode verurteilt. Das Urteil wurde zehn Tage später vollstreckt.
Anschließend unterstützten die fliegenden Verbände des Fliegerführers die Heeresverbände der 2. Armee. Am 15. April 1941, als das Ende der militärischen Auseinandersetzung abzusehen war, wurde die Dienststelle aufgelöst.

## Fliegerführer
| Dienstgrad     | Name        | Datum                            |
| -------------- | ----------- | -------------------------------- |
| Oberstleutnant | Karl Christ | 30. März 1941 bis 15. April 1941 |

## Unterstellung
| Unterstellung | von           | bis            |
| ------------- | ------------- | -------------- |
| Luftflotte 4  | 30. März 1941 | 15. April 1941 |

## Unterstellte Verbände
| Verbände am 5. April 1941   | Flugzeuge | Flugzeuge | Flugzeugtypen         | Liegeplatz     | Lage                |
| Verbände am 5. April 1941   | Soll      | Ist       | Flugzeugtypen         | Liegeplatz     | Lage                |
| Stab/Sturzkampfgeschwader 3 | 3         | 2         | Junkers Ju 87B        | Graz-Thalerhof | 46.993056 15.439167 |
| II./Sturzkampfgeschwader 77 | 37        | 39        | Junkers Ju 87B        | Graz-Thalerhof | 46.993056 15.439167 |
| Stab/Jagdgeschwader 54      | 3         | 3         | Messerschmitt Bf 109E | Graz-Thalerhof | 46.993056 15.439167 |
| II./Jagdgeschwader 54       | 37        | 32        | Messerschmitt Bf 109E | Graz-Thalerhof | 46.993056 15.439167 |
| I./Jagdgeschwader 27        | 37        | 33        | Messerschmitt Bf 109E | Graz-Thalerhof | 46.993056 15.439167 |
| Insgesamt                   | 117       | 109       |                       |                |                     |

Anmerkungen
1. ↑  Bedeutung der Abkürzungen, siehe Organisation der Geschwader
2. ↑  Sollstärke nach Kriegsausrüstungsnachweis
3. ↑  Iststärke (die tatsächlich in der Einheit vorhandenen Flugzeuge)